# Herrickia wasatchensis
Herrickia wasatchensis là một loài thực vật có hoa trong họ Cúc. Loài này được (M.E.Jones) Brouillet mô tả khoa học đầu tiên năm 2004.